# Acamptodaphne eridmata
Acamptodaphne eridmata is een slakkensoort uit de familie van de Raphitomidae. De wetenschappelijke naam van de soort is voor het eerst geldig gepubliceerd in 2010 door Morassi & Bonfitto.